# Antiokia
För andra betydelser, se Antiokia (olika betydelser).

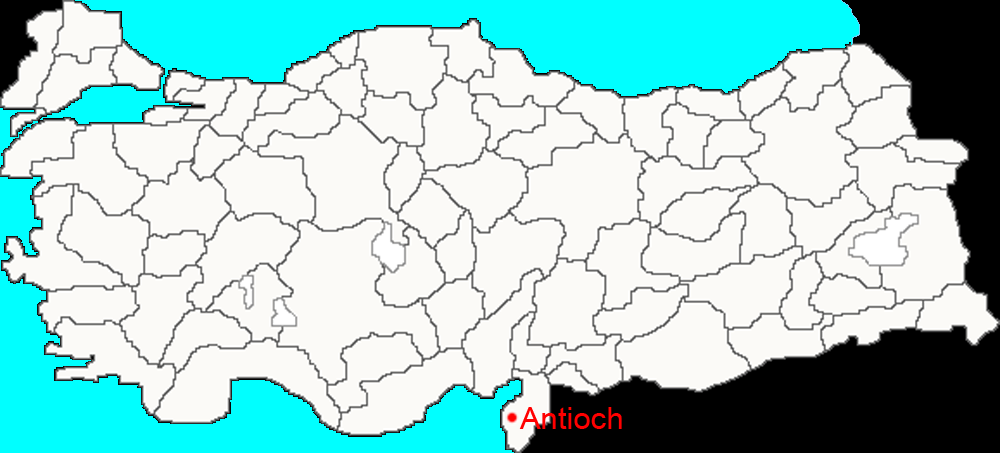
Karta över dagens Turkiet med Antiokia utmärkt.

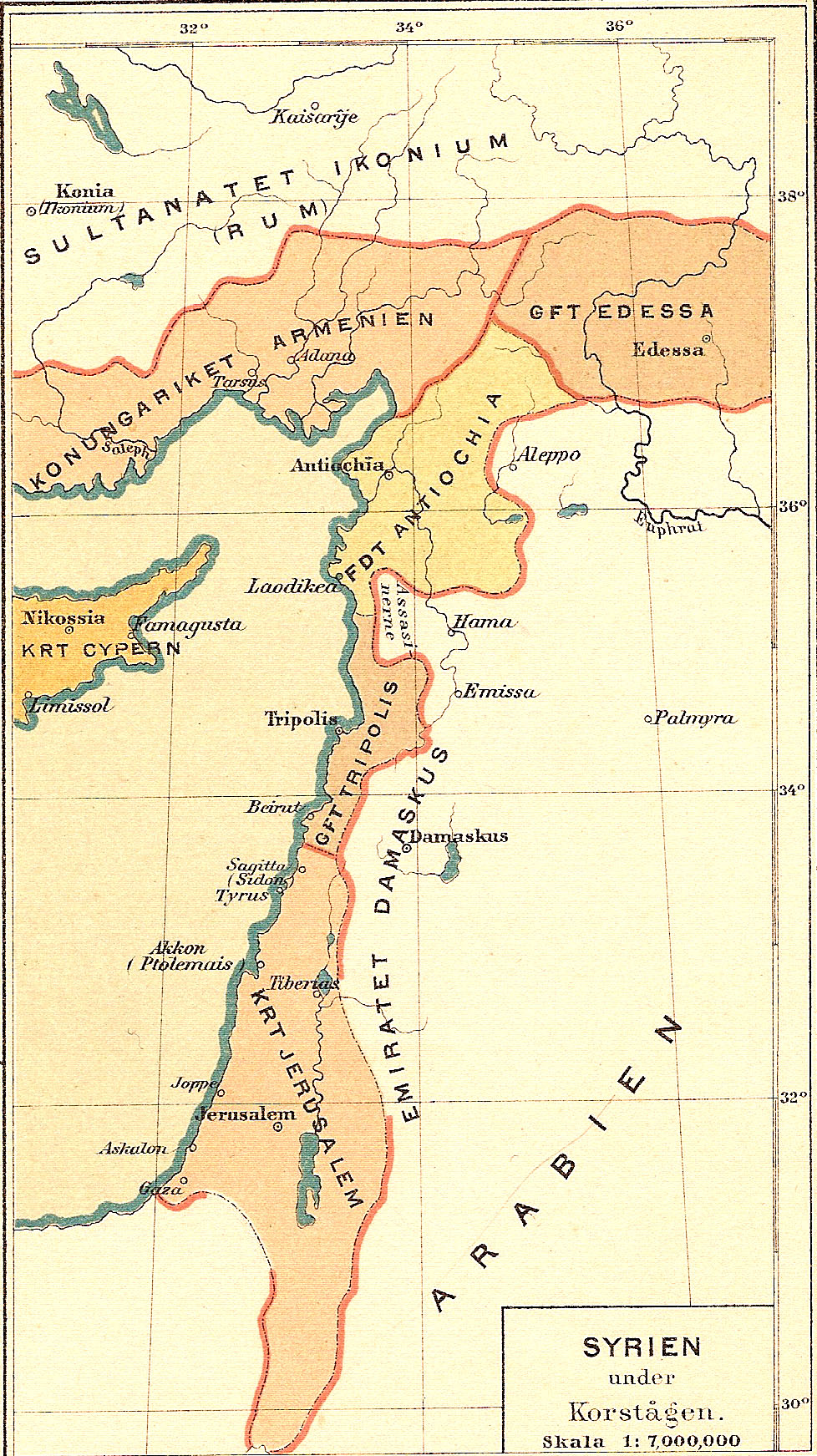
Historisk karta över Syrien under korstågen med furstendömet Antiokia utmärkt.

Antiokia eller Antiochia (grekiska: Αντιόχεια, Antiocheia), var en forntida stad i norra delen av den romerska provinsen Syria vid floden Orontes, omkring 30 km från Medelhavet. Den anlades 301 f.Kr. av Seleukos Nikator på en vacker och fruktbar slätt begränsad i norr och söder av höga berg, och blev seleukidernas huvudstad. För att skilja den från andra städer med samma namn kallades den Antiochia Epidaphnes eller Antiochia vid Orontes. Staden heter numera Antakya och ligger i provinsen Hatay i Turkiet.

## Antiken
Antiokia var en av huvudplatserna för den senare grekiska kulturen och var under romartiden huvudstad i provinsen Syria. Sin största glans fick den under de romerska kejsarna. Dess dåvarande storlek kan man döma därav att en jordbävning 115 e.Kr. dödade 200 000 av dess invånare.

## Den tidiga kristna tiden
I Antiokia bildades omkring år 35 den första församling som inte enbart bestod av judar utan även omfattade hednakristna, och därifrån utgick Paulus och Barnabas på sin gemensamma missionsresa före apostlamötet i Jerusalem år 49. Där uppkom också först namnet kristna. Under 200-talet och 300-talet hölls där många viktiga kyrkomöten och staden var säte för en av patriarkerna.

## Medeltiden
Antiokia var den asiatiska handelns förnämsta plats vid Medelhavet och pryddes av kejsarna med praktfulla byggnadsverk. Genom ofta återkommande jordbävningar samt genom krig råkade staden småningom i förfall. Den persiske kungen Khusrov I intog och förstörde staden 538. Återuppbyggd intogs den av kalifen Umar ibn al-Khattab 637, återtogs av bysantinarna 969 och hamnade sedan under seldjukerna 1084 och korsfararna 1098. Den blev huvudstad i det av den normandiske fursten Bohemund I grundade furstendömet Antiokia, men erövrades och ödelades av muslimerna 1268.  

## Osmanska tiden och 1900-talet
Slutligen kom Antiokia i turkarnas händer 1516 och tillhörde under osmansk tid det turkiska vilajetet Aleppo. Staden kom vid det Osmanska rikets fall efter första världskriget under fransk jurisdiktion från 1919 fram till 1939, då provinsen Hatay anslöts till Turkiet.